# Villévêque
Villévêque est une ancienne commune de l'Aube actuellement incluse dans Piney.

## Histoire
Le nom est dérivé de Villa Episcopi, d'où une translittération en Villevoque ou Villévêque.
C’était un domaine rural possédé par l’évêque de Troyes.
Le fief dépendait de la seigneurie de Piney et en fit un temps partie. Il y eut des seigneurs du nom de Ville l'Évêque au XIIe siècle. Il y eut un seigneur Geoffroi de Villehardouin en 1201 puis, au XVIe siècle Isabeau de Chavigny dame de Villevoque. En 1533, Huguet d'Allichamp, premier maître d'hôtel d'Antoine II de Luxembourg-Piney, achetait la justice à Villevoque au comte de Brienne. En 1716, Marie-Louise Lemoine, comtesse de Mursay avait deux locataires pour ses fermes à Villevoque. En 1787 Villevoque avait 18 feux soit 75 habitants.
Elle a été intégrée le 27 pluviôse an III à Piney (Aube).

## Paroisse
En tant que paroisse, depuis 1677, elle était du doyenné d'Arcis à la collation de l'évêque. Son église de l'Assomption est du XIIe siècle et du XVIe siècle, son abside semi-circulaire ferme un chœur rectangulaire qui suit une nef plus étroite. Elle possède des statues du XVIe siècle :
- Jacques le Majeur[3]
- Un moine[4],
- Une Marie l'égyptienne[5],
- Une pièta[6].
Trois dalles funéraires de la famille des Réaulx[7].